# دامین مولونی
دامین مولونی (انگلیسی: Damien Molony؛ زادهٔ ۲۱ فوریهٔ ۱۹۸۴) یک هنرپیشه اهل ایرلند است. 
از فیلم‌ها یا برنامه‌های تلویزیونی که وی در آن نقش داشته است می‌توان به انسان بودن اشاره کرد.